# Хіїака
Хіїа́ка (Hiʻiaka) — найбільший супутник карликової планети Гаумеа. Названий на честь однієї з дочок богині Гаумеа, Хіїаки, покровительки Великого острова Гаваї. Він проходить повний оберт навколо Гаумеа за 49.12±0.03 дні на відстані 49880±198 км, з ексцентриситетом 0.0513±0.0078 і нахилом орбіти 126.356±0.064. Якщо припустити, що його діаметр понад 300 км, це може бути четвертий чи п'ятий за величиною відомий супутник транснептунового об'єкта, після Плутона й Харона, Ериси й Дисномії, Орка й Ванта, можливо, також і Варди й Ілмері, а можливо, і Салації й Актеї.

## Відкриття
Хіїака був першим супутником, відкритим навколо Гаумеа. Він був виявлений 26 січня 2005 року та названий командою-відкривачами «Рудольф» до того, як йому було присвоєно офіційну назву.

## Фізичні характеристики

### Розмір і яскравість
Його виміряна яскравість становить 5.9±0.5%, діаметр приблизно 22 % від Гаумеа, або 320 км, за умови аналогічного до Гаумеа інфрачервоного альбедо. Якщо говорити про це в перспективі, якби Хіїака знаходився в поясі астероїдів, він був би найбільшим, після Церери, Паллас, Вести та Гігеї. Однак, незважаючи на порівняно великий розмір, дослідження за допомогою кривої блиску дозволяють припустити, що Хіїака не є гравітаційно зжатим сфероїдом; Крім того, вони припускають, що Хіїака має період обертання близько 9,8 годин.

### Маса
Маса Хіїаки оцінюється як (1.79±0.11)×1019 кг використовуючи точну відносну астрометрію від телескопа Хаббла й телескопа Кека та застосувавши 3-корпусну, точкову модель до системи Гаумеа.

### Спектр
Спостерігається значне поглинання в інфрачервоному спектрі (1,5 і 2 мікрометра), що свідчить про майже чистий кристалізований водяний лід, що вкриває велику частину його поверхні. В даний час незрозуміло, чому водний лід на поверхні не перетворився в аморфну форму, як можна було б очікувати через його постійне опромінення космічними променями. Незвичайний спектр, і його подібність спектральним лініям у спектрі Гаумеа, дозволили Брауну і його колегам зробити висновок про малоймовірність формування супутникової системи гравітаційним захопленням об'єктів пояса Койпера, що проходили по орбіті близько до карликової планети, і високу ймовірність утворення супутників з фрагментів безпосередньо Гаумеа.